# Хатанга (річка)
Хатанга — річка у Східному Сибіру, протікає по території Красноярського краю в Таймирському Долгано-Ненецькому та Евенкійському районах Росії. Впадає у Хатангську затоку. Належить до водного басейну моря Лаптєвих.

## Географія
Хатанга утворюється при злитті річок Котуй та Хета. Має довжину 227 км (від витоку Котуя — 1 636 км), площа басейну 364 тис. км². Впадає в Хатангську затоку моря Лаптєвих, утворюючи естуарій. Річка розташована на півночі Красноярського краю і протікає по Північно-Сибірській низовині в широкій долині, розбиваючись на окремі рукави (шириною до 3 км), на нижній ділянці ширина долини до 5 км, в руслі розташована велика кількість островів. У басейні Хатанги знаходиться близько 112 тисяч  озер загальною площею 11,6 тис. км² (озерність становить 3,2%); густота річкової мережі — 0,45 км/км².

## Гідрологія
Живлення річки переважно снігове. Повінь з кінця травня по серпень. Замерзає в кінці вересня — першій половині жовтня, розкривається в першій половині червня. Річний розмах коливань рівня води до 8,5 м, на нижній ділянці в межень спостерігаються припливи. Середньорічна витрата води в гирлі 3 320 м³/с, найбільша — 18 300 м³/с. Швидкість течії Котуя 0,6-1,1 м/с, Хатанги — 0,2-0,3 м/с.
Нижче наводиться діаграма витрати води середнього по місяцях, за 32 роки спостережень (з 1961 по 1994 роки) з контрольно-вимірювальної станції в селі Хатанга, за 217 км від гирла (75% водозбору), тут середня витрата води становить 2 516,78 м³/с.

## Притоки
Річка Хатанга разом з Котуєм приймає близько двох десятків приток, довжиною понад 100 км. Найбільші із них (від витоку до гирла):
| Назва притоки | Довжина,(км) | Площа водозбірного басейну,(км²) | Відстань від гирла Хатанги,(км) | Витрата води,(м³/с) |
| ліві притоки  | ліві притоки | ліві притоки                     | ліві притоки                    | ліві притоки        |
| ------------- | ------------ | -------------------------------- | ------------------------------- | ------------------- |
| Чангада       | 320          | 11 100                           | 984                             |                     |
| Тукалаан      | 270          | 8 160                            | 799                             |                     |
| Сабида        | 257          | 5 320                            | 242                             |                     |
| Хета          | 604          | 100 000                          | 227                             | 1370 (у гирлі)      |
| Нова          | 411          | 16 500                           | 161                             |                     |
| Мала Балахня  | 173          | 4 160                            | 66                              |                     |
| праві притоки |              |                                  |                                 |                     |
| Воєволі-Хан   | 184          | 11 600                           | 1192                            |                     |
| Мойєро        | 825          | 30 900                           | 839                             |                     |
| Котуйкан      | 447          | 24 300                           | 461                             |                     |
| Ерієчка       | 262          | 7 250                            | 329                             |                     |
| Блудна        | 186          | 3 930                            | 37                              |                     |
| Попігай       | 532          | 50 300                           | 28                              | 400 (у гирлі)       |

## Господарське використання
На річці здійснюється промисловий вилов риби: ряпушки, омуля, муксуна, нельми, тайменя, гольця. Річка судноплавна, за 217 км від гирла розташований річковий порт Хатанга.
Береги Хатанги-Котуя малозаселені. Тут розташовано кілька невеликих населених пунктів (від витоку до гирла): Каяк, Хрести, Хатанга, Жданиха, Новорибне.